# Beckenschwingung

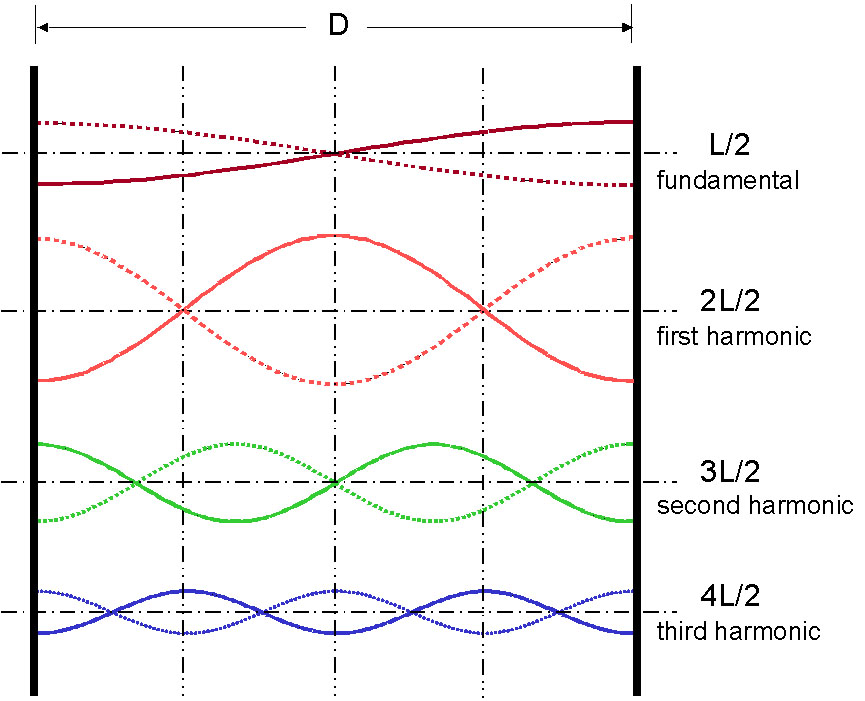
Harmonische eines prismatischen Flüssigkeitskörpers

 Unter Beckenschwingungen werden alle periodischen Flüssigkeitsbewegungen in einem oben offenen Gefäß verstanden, dessen Seitenwände fest, in irgendeiner Weise beweglich oder als verformbar aufgefasst werden können. Die Schwingungsanregung des im Gefäß befindlichen Flüssigkeitskörpers kann dabei durch periodische oder impulsartige Bewegung des Gefäßes insgesamt, durch die periodische oder impulsartige Bewegung von Gefäßwänden oder durch andersartige Einwirkung an der Flüssigkeitsoberfläche oder am Gefäßboden erfolgen.
Je nach Einwirkungsart, Einwirkungsrichtung und Gestalt der Beckenberandungen kommt es infolge der Reflexion von den Beckenwänden zu mehr oder weniger komplexen Wasserspiegelauslenkungen.
Bei Anregung eines prismatischen Wasserkörpers ausschließlich in Längsrichtung sind dessen Eigenfrequenzen f nur von der Länge D des Beckens und der darin möglichen Phasengeschwindigkeit c abhängig:
{\displaystyle f=(n+1)\,{\frac {c}{2D}}}
Mit n = 0 ist die Eigenform der Grundfrequenz gekennzeichnet und n = 1, 2, 3, … werden als erste, zweite, dritte… Oberschwingung (Harmonische) benannt.
Die der Abbildung zu entnehmenden zugehörigen ersten 4 theoretischen Eigenformen stellen dabei perfekt stehende Wellen (Clapotis-Wellen) dar.

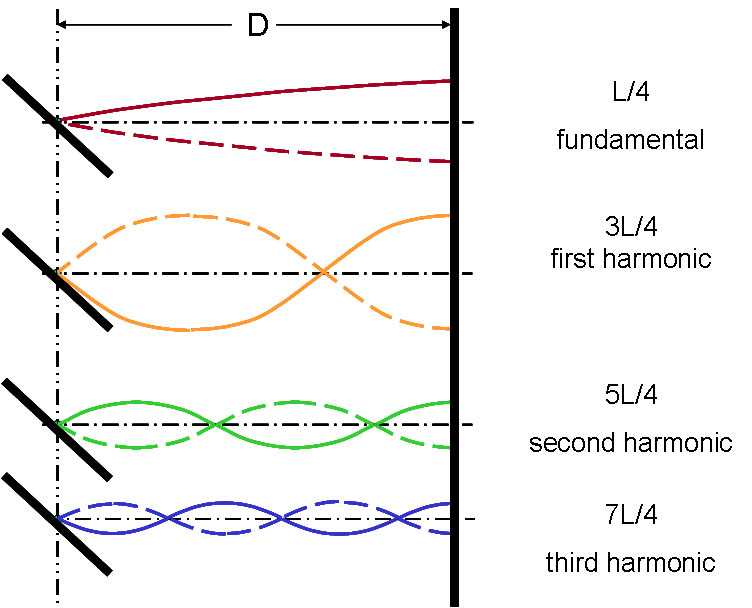
Harmonische eines keilförmigen Flüssigkeitskörpers

In gleicher Weise können auch die Eigenfrequenzen etwa für keilförmige Flüssigkeitskörper angegeben werden, vergl. nebenstehende Abbildung. Dabei kann bezüglich der Ausbildung der Eigenformen an der Oberfläche des Flüssigkeitskörpers
- für die geneigte Beckenwandung (Böschung) von einem Schwingungsknoten (entsprechend einem Phasensprung) und
- für die vertikale Beckenwandung von einem Schwingungsbauch

ausgegangen werden:
{\displaystyle f=(2n+1)\,{\frac {c}{4D}}}
Bei in der Natur vorkommenden Schwingungszuständen (mit mehreren Freiheitsgraden) in Seen, Buchten, Häfen und anderen Beckenformationen sind je nach Anregungsart zu unterscheiden:
- Freie Schwingungen des Beckeninhalts, bei denen atmosphärische oder seismische Impulskräfte das Gleichgewicht gestört haben  und anschließend die Beckenwassermasse etwa in einer ausgeprägten Eigenform als Seiche ausschwingt, bis die Bewegung infolge von Reibungswirkungen abgeklungen ist, vergl. auch Tsunami, gedämpfte Schwingung und
- Erzwungene Schwingungen des Wasserkörpers, bei denen etwa periodische Anregungskräfte (auch eines Wellenspektrums) unterschiedliche Eigenformen über einen längeren Zeitraum unterhalten, vergl.  Wellenresonanz, Tideresonanz.

Resonante Beckenschwingungen (mit Ausbildung partiell stehender Wellen) treten umso markanter in Erscheinung, je langwelliger sie sind.
Dies gilt auch für teilweise offene Becken und solche mit irregulären und/oder flach geneigten Berandungen (Uferböschungen).